# 야마시타 다쓰야
야마시타 다쓰야(일본어: 山下 達也, 1987년 11월 7일 ~ )는 일본의 축구 선수이다.

## 구단 경력
그는 2006년부터 2024년까지 J리그의 세레소 오사카, 콘사돌레 삿포로, 가시와 레이솔에서 활동하였다.